# Dachüberstand

Traufseitiger Dachüberstand mit Entwässerung

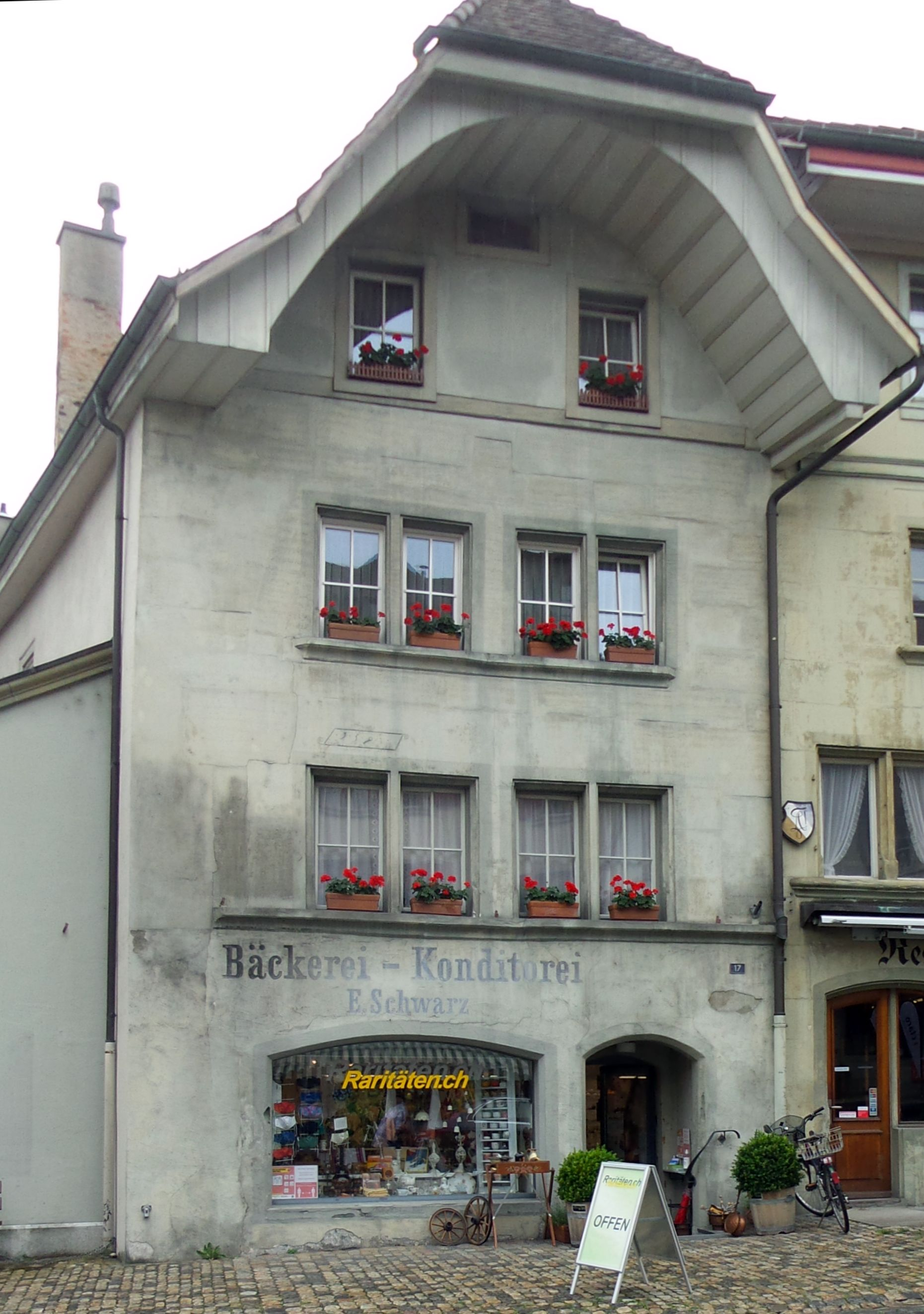
In den Alpenländern kommen sehr große Dachüberstände vor, welche die Fläche vor dem Haus schneefrei halten – hier mit verkleideten Flugsparren am Ortgang. Burgdorf, Kanton Bern

Unter dem Dachüberstand versteht man den Teil des Daches, der über die Außenwand eines Gebäudes herausragt. Der Dachüberstand schließt an der Giebelseite des Gebäudes mit dem Ortgang ab und an der Längsseite mit der Dachtraufe. Der Überstand an der Längsseite wird auch als Dachüberhang bezeichnet.
Die untere Fläche des Dachüberstands an Traufe und Ortgang wird auch als Dachuntersicht  bezeichnet. Gestalterische Verzierungen und Gliederungen der Dachuntersicht heißen Soffitte und wurden in der klassischen Architektur oft in Form von Kassetten ausgeführt. Eine dekorative Verkleidung der Balkenköpfe kann u. a. nach dem klassischen Vorbild als Faszie ausgebildet werden.
Der untere Abschluss der Traufe wird oft als Verbretterung unterhalb der Sparren ausgeführt, wodurch sich ein Dachkasten ergibt, dessen innerer Hohlraum Teil des Dachbodens sein kann, oft aber unzugänglich ist.
Am Ortgang wird die Verbretterung unterhalb der überstehenden Dachlatten oder Ortgangsparren angebracht.
Primärer Zweck des Dachüberstands ist der Schutz der Außenwand vor Feuchtigkeit durch Niederschlag. Zusätzlich bietet ein großer Dachüberstand im Sommer Sonnenschutz und beugt einer Überhitzung der Räume vor. Im Holzbau dient er dem konstruktiven Holzschutz. Im Gebirge, insbesondere im Alpenraum, werden häufig besonders weite Dachüberstände gewählt, um im Sommer die Einwirkung von Schlagregen auf die Fassaden und im Winter größere Schneeablagerungen unmittelbar an den Außenwänden des Gebäudes zu begrenzen, die bei extremen Schneefällen sogar das Verlassen des Hauses erschweren können. Häufig wurden bei traditionellen Bauformen hölzerne Laubengänge und Außentreppen vollständig unter dem Dachüberstand untergebracht. Auch heute noch schützt der weite Dachüberstand Balkone und unmittelbar am Gebäude aufgeschichtete Brennholzstapel vor Niederschlägen.
Bei historischen Dachwerken ist bei Sparrendächern der Dachüberstand aus konstruktiven Gründen eher klein, bei Pfettendächern eher groß.

## Baurecht
Die äußere Kante des Gebäudeabschlusses schließt die Dachrinne mit ein. Ein Überbau einer baurechtlichen Grenze erfolgt auch durch Überhang der Dachrinne über die Grundstücksgrenze. Ergänzend zu der jeweiligen Baunutzungsverordnung (BauNVO) werden meistens im Bebauungsplan ausgewiesener Baugebiete Angaben über zulässige Dachüberstände gemacht.